# Joe Sewell
Joseph Wheeler Sewell (Titus, Alabama, 9 de octubre de 1898-Mobile, Alabama, 6 de marzo de 1990), más conocido como Joe Sewell, fue un jugador profesional estadounidense de béisbol que se desempeñó en la posición de campocorto en las Grandes Ligas de Béisbol (MLB). Es miembro del Salón de la Fama del Béisbol.

## Carrera
Sewell jugó como profesional once temporadas en Cleveland Guardians (1920-1930), después pasó a New York Yankees, donde jugó tres temporadas (1931-1933), y fue el equipo en el que se retiró.

## Reconocimiento
En 1977, ingresó como miembro al Salón de la Fama del Béisbol.